# The Conran Shop
The Conran Shop est une enseigne de design et décoration d'intérieur créée en 1973 par Terence Conran (1931-2020) à Londres.

## Présence internationale
Le seul magasin français a ouvert en 1992 au no 115 de la rue du Bac à Paris. Le magasin a fermé ses portes en décembre 2023 à la suite d'une longue période de difficultés financières.
En 2023, outre le Royaume-Uni, l'entreprise est essentiellement présente au Japon avec 7 magasins. The Conran Shop France a fermé à l'automne 2023.